# Keven Lacombe
Keven Lacombe est un coureur cycliste canadien né le 12 juillet 1985 à Amos, en Abitibi-Témiscamingue au Québec, Canada. Il se distingue notamment en 2009 en remportant 4 étapes du Tour de Cuba. Il a également été joueur de hockey sur glace avec les Voltigeurs de Drummondville dans la LHJMQ.

## Biographie
En octobre 2012, il annonce sa retraite sportive, à 27 ans.

## Palmarès sur route

### Par années
- 2003
  -  Champion du Canada du contre-la-montre juniors
  - 2e du championnat du Canada du critérium juniors
  - 2e du championnat du Canada sur route juniors
- 2005
  - 3e du championnat du Canada sur route espoirs
  - 3e du championnat du Canada du critérium
- 2007
  - 3e étape de la Coupe de la Paix
  - 5e étape du Tour de Chihuahua
  - 3e du championnat du Canada du critérium
- 2008
  -  Champion du Canada du critérium
  - 2e étape du Tour de Pennsylvanie
- 2009
  - 1re, 9ea, 9eb et 10e étapes du Tour de Cuba
- 2010
  - 4e et 9ea étapes du Tour de Cuba
  - Grand Prix des Marbriers

### Classements mondiaux
| Année            | 2007 | 2008 | 2009 | 2010 | 2011 |
| ---------------- | ---- | ---- | ---- | ---- | ---- |
| UCI America Tour | 254e | 49e  | 20e  | 165e | 139e |
| UCI Europe Tour  |      |      |      | 177e | 510e |

## Palmarès sur piste

### Championnats nationaux
- Champion du Canada de poursuite par équipes : 2004

## Au hockey sur glace
Pour les significations des abréviations, voir statistiques du hockey sur glace.
| Saison    | Équipe                      | Ligue |    | Saison régulière | Saison régulière | Saison régulière | Saison régulière | Saison régulière |   | Séries éliminatoires | Séries éliminatoires | Séries éliminatoires | Séries éliminatoires | Séries éliminatoires |
| Saison    | Équipe                      | Ligue | PJ | B                | A                | Pts              | Pun              | PJ               | B | A                    | Pts                  | Pun                  |                      |                      |
| 2002-2003 | Voltigeurs de Drummondville | LHJMQ | 52 | 0                | 4                | 4                | 38               | -                | - | -                    | -                    | -                    |                      |                      |
| 2003-2004 | Voltigeurs de Drummondville | LHJMQ | 24 | 0                | 2                | 2                | 32               | 7                | 0 | 0                    | 0                    | 12                   |                      |                      |